# Instituto Internacional de Neurociência
O Instituto Internacional de Neurociência (em inglês: International Neuroscience Institute – INI) é um hospital e instituto de pesquisa internacional localizado em Hanover, Alemanha. No hospital, é disponibilizado tratamento para doenças cerebrais, doenças da medula espinhal, doenças dos nervos periféricos, tumores, entre outros. Além disso, testes em animais também podem ser realizados.